# Valailles
Valailles is een gemeente in het Franse departement Eure (regio Normandië) en telt 321 inwoners (1999). De plaats maakt deel uit van het arrondissement Bernay.

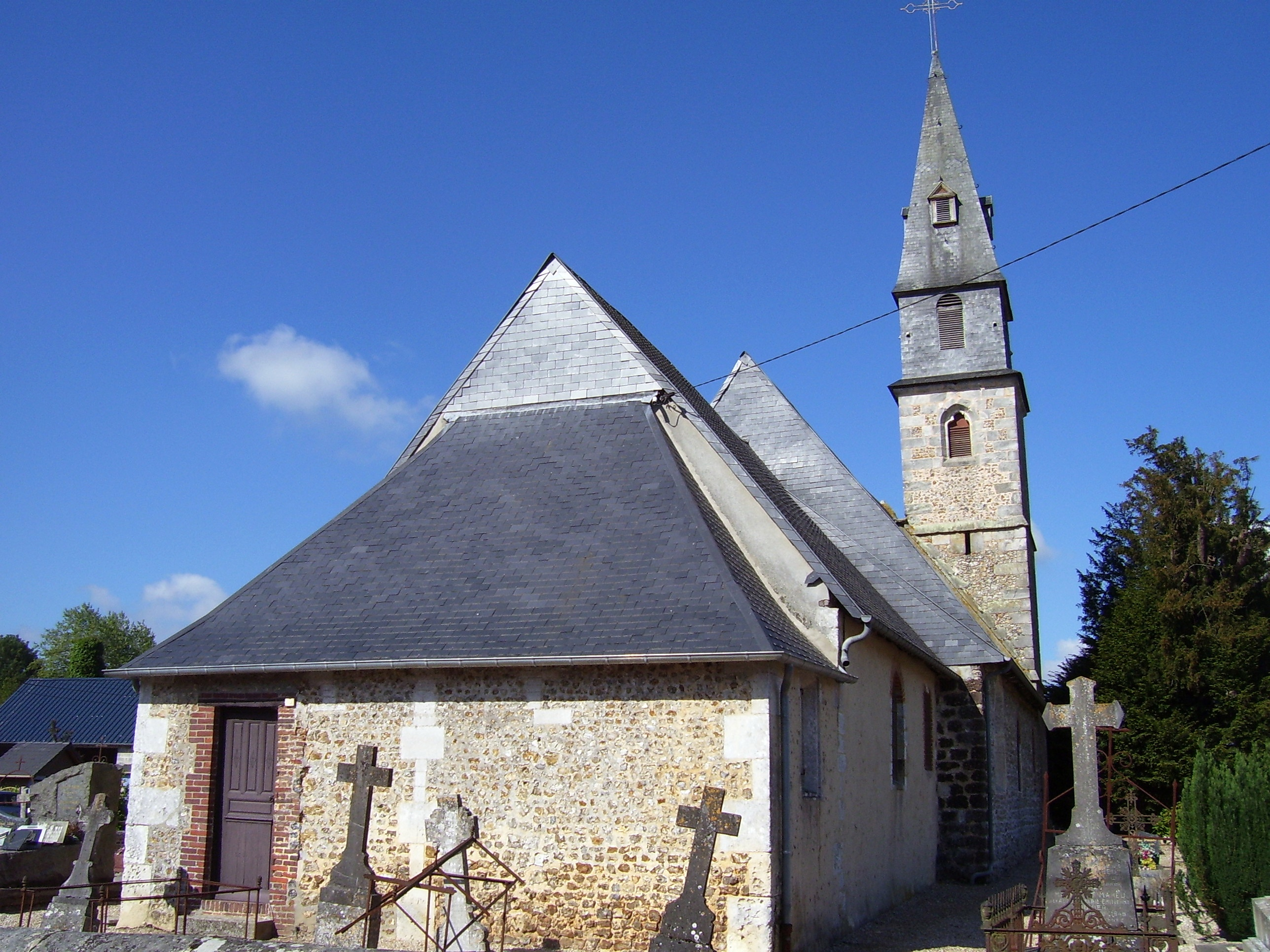
Kerk in Valailles
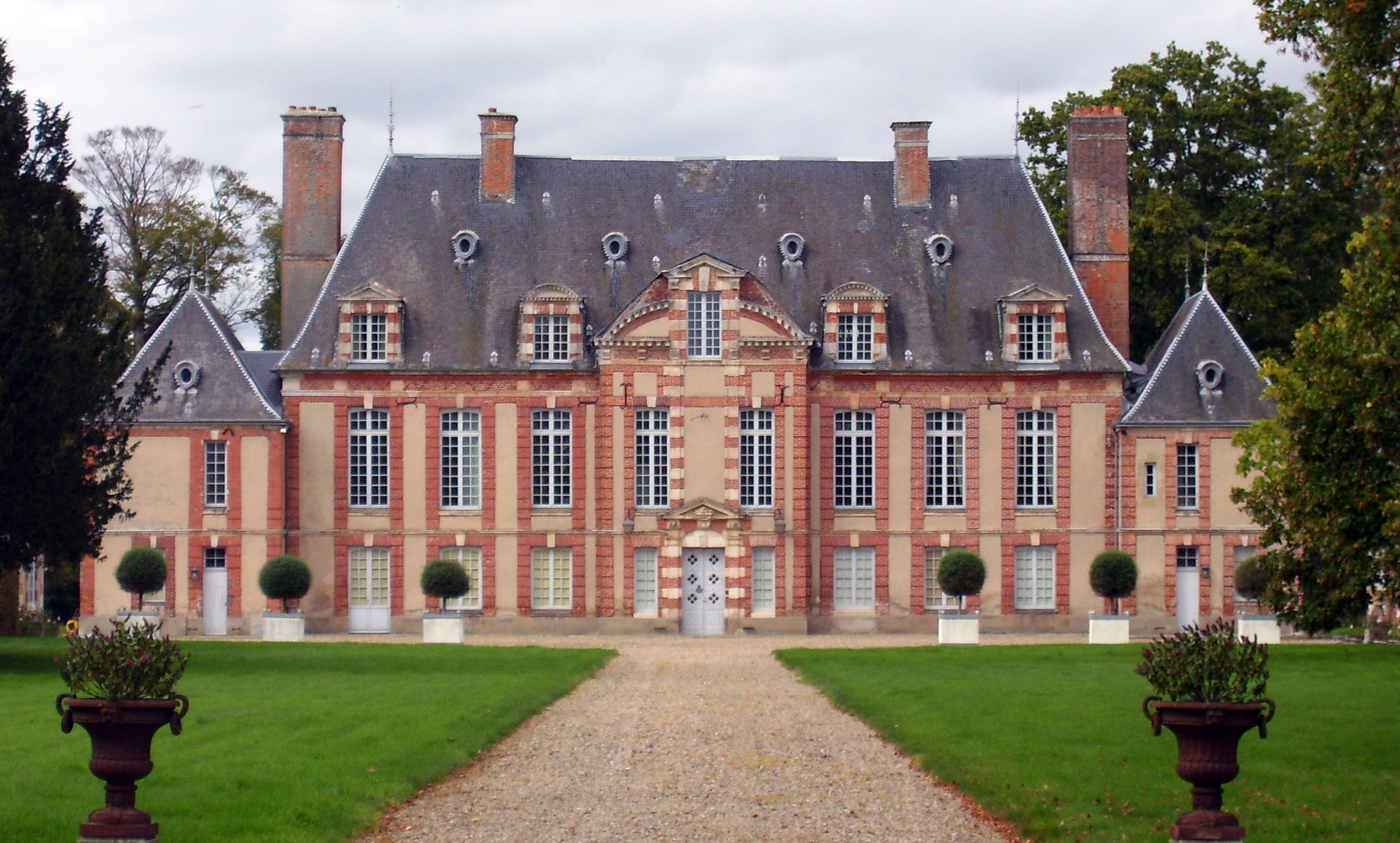
Château du Theil

## Geografie
De oppervlakte van Valailles bedraagt 5,4 km², de bevolkingsdichtheid is 59,4 inwoners per km².
De onderstaande kaart toont de ligging van Valailles met de belangrijkste infrastructuur en aangrenzende gemeenten.

## Demografie
Onderstaande figuur toont het verloop van het inwonertal (bron: INSEE-tellingen).